# Tucker: The Man and His Dream
Tucker: The Man and His Dream (bra: Tucker - Um Homem e Seu Sonho, ou Tucker, um Homem e Seu Sonho; prt: Tucker - O Homem e o Seu Sonho, ou Tucker, um Homem e o Seu Sonho) é um filme estadunidense de 1988, do gênero drama biográfico, dirigido por Francis Ford Coppola e escrito por Arnold Schulman e David Seidler.
Estrelado por Jeff Bridges, conta a história de Preston Tucker e sua tentativa de produzir e comercializar o Tucker Sedan 1948, que foi recebido com escândalo entre os "três grandes fabricantes de automóveis" e acusações de fraude de ações da Comissão de Títulos e Câmbio dos Estados Unidos. Joan Allen, Martin Landau, Elias Koteas, Frederic Forrest e Christian Slater aparecem em papéis secundários.

## Sinopse

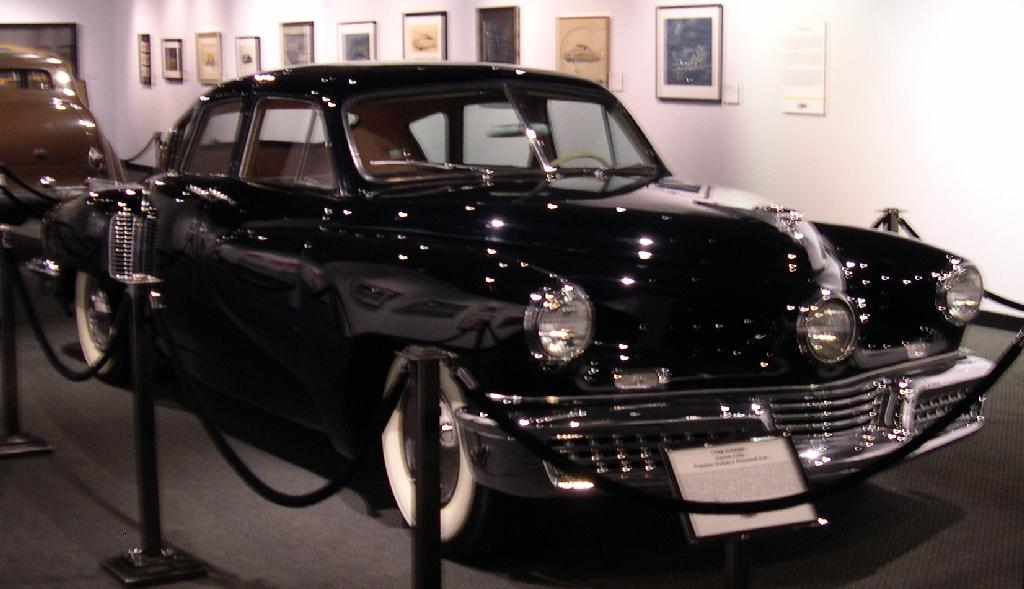
Tucker Torpedo (1948)

Filme baseado na história real Preston Tucker, um projetista americano, que no final da década de 40 desenvolveu um carro com um design revolucionário para a época e que por isso, enfrentou a ira das grandes indústrias do setor. Seu sonho durou exatamente a fabricação de 50 unidades do Tucker, falindo em seguida.
Após perder sua fábrica, Preston Tucker tentou construir no Brasil o modelo Carioca, que herdava algumas das idéias do Tucker Torpedo. Infelizmente, ele morreu antes de realizar esse projeto, em 1956.
A obsessão de Francis Ford Coppola pelo tema confunde-se com do próprio personagem: Tucker é o carro dos sonhos do cineasta. Coppola, cujo pai foi um dos compradores do Tucker Torpedo na época, quis fazer um paralelo com suas dificuldades para montar seu próprio estúdio, o Zoetrope.

## Elenco

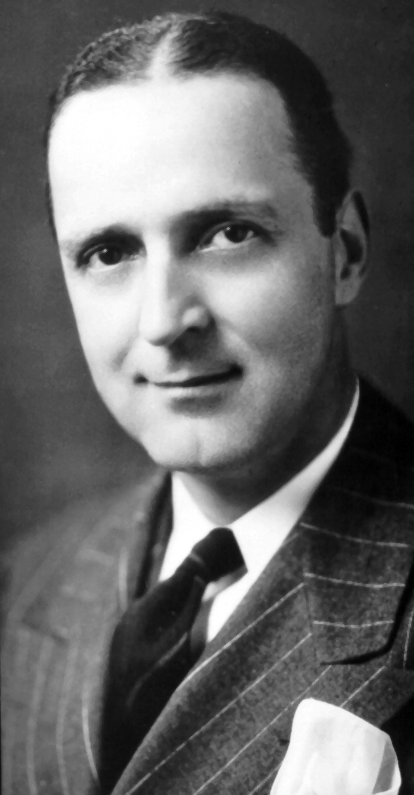
Preston Tucker

| Ator/Atriz       | Personagem             |
| ---------------- | ---------------------- |
| Jeff Bridges     | Preston Tucker         |
| Joan Allen       | Vera Tucker            |
| Martin Landau    | Abe Karatz             |
| Elias Koteas     | Alex Tremulis          |
| Frederic Forrest | Eddie Dean             |
| Christian Slater | Preston Tucker, Jr.    |
| Don Novello      | Stan                   |
| Nina Siemaszko   | Marilyn Lee Tucker     |
| Mako             | Jimmy Sakuyama         |
| Lloyd Bridges    | Senador Homer Ferguson |
| Dean Stockwell   | Howard Hughes          |

## Principais prêmios e indicações
| Prêmio             | Categoria                 | Recipiente                  | Resultado |
| ------------------ | ------------------------- | --------------------------- | --------- |
| BAFTA 1989         | Melhor design de produção | Dean Tavoularis             | Venceu    |
| Globo de Ouro 1989 | Melhor ator coadjuvante   | Martin Landau               | Venceu    |
| Oscar 1989         | Melhor ator coadjuvante   | Martin Landau               | Indicado  |
| Oscar 1989         | Melhor design de produção | Dean Tavoularis, Armin Ganz | Indicado  |
| Oscar 1989         | Melhor figurino           | Milena Canonero             | Indicado  |

Além dos prêmios acima, os diretores de elenco Jane Jenkins e Janet Hirshenson também foram indicados para Feature Film Casting-Drama pela Casting Society of America. o filme foi indicado para o Grand Prix do Sindicato Belga de Críticos de Cinema. O compositor Joe Jackson recebeu uma indicação ao Grammy Award.